# Marius Bauer
Pour les articles homonymes, voir Bauer.
Marius Bauer (1867 - 1932) est un peintre, lithographe et graveur néerlandais né à La Haye. Connu pour ses scènes orientalistes, son style est largement impressionniste, quoique influencé par l'École de La Haye. Plusieurs de ses œuvres s'inspirent de photographies — dont celles de Félix Bonfils — rapportées de ses voyages.

## Biographie

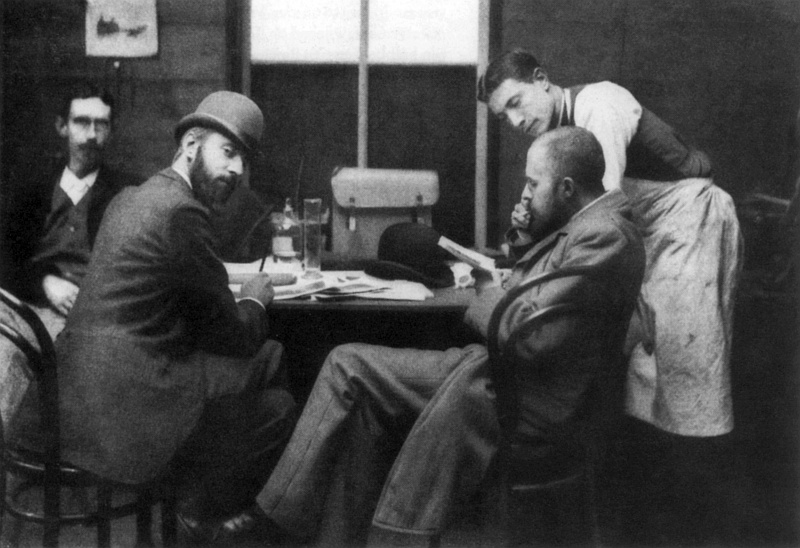
De gauche à droite, assis : Philippe Zilcken, Marius et Jan Veth (1886).

Marius Bauer naît le 25 janvier 1867 à La Haye. Son père est un peintre de décors qui a encouragé l'intérêt précoce de son fils pour le dessin.
De 1878 à 1885, il étude à l'Académie royale des beaux-arts de La Haye sous la direction de Jan Philip Koelman (en), mais Bauer juge l'approche de son professeur trop conservatrice, et il quitte l'établissement avant d'en être diplômé. Il reçoit pourtant plusieurs médailles et reçoit une bourse de la part du roi Guillaume III, ce qui lui permet d'étudier de façon indépendante. Il est proche dans les années 1880 des peintres Jan Veth et Philippe Zilcken.
En 1888, il entreprend un voyage d'étude à Istanbul, financé par le marchand d'art Van Wisselingh & Co., et décide de faire de l'orientalisme son sujet de prédilection. Plus tard, il effectue plusieurs voyages au Maroc, en Algérie, en Egypte, en Inde, au Sri-Lanka et aux Indes orientales néerlandaises, dessinant et collectionnant des objets pour Van Wisselingh. Il travaille également comme illustrateur pour le journal littéraire De Kroniek, couvrant notamment le couronnement de Nicolas II.
En 1894, il reçoit une médaille de première classe durant l'exposition universelle de 1894 à Anvers. Deux ans plus tard, il remporte le prix Willink van Collenprijs (en), puis en 1900 le Grand Prix de l'exposition universelle de 1900 à Paris.
En 1902, il se marie avec la peintre Jo Bauer-Stumpff (en), membre du groupe d'artistes femmes Amsterdamse Joffers. La même année, il expose lors de l'exposition universelle de 1904 à Saint-Louis (Missouri). Il continue à exposer en Europe et en Amérique du Nord.
En 1900, il est nommé chevalier de l'ordre d'Orange-Nassau. Six ans plus tard, il est fait officier du même ordre, pour ses contributions lors de la célébration du tricentenaire de Rembrandt. En 1911, le roi Albert Ier le récompense de l'ordre de la Couronne de Belgique et en 1927, il devient ridder de l'ordre du Lion néerlandais. C'est un membre de longue date des sociétés d'art Pulchri Studio et Arti et Amicitiae. En 1930, il devient membre honoraire du Senefelder Club (en), un club de lithographie.
Deux ans plus tard, le 18 juillet 1932, il meurt d'un arrêt cardiaque. Une rue porte son nom dans le quartier d'Amsterdam consacré aux peintres néerlandais des XIXe et XXe siècles, le Overtoomse Veld.
En 1996, le Bauer Documentatie Stichting (BDS) est créé : son but est de faire reconnaître son œuvre et de mettre les archives de l'artiste à la disposition des chercheurs.

Œuvres de Marius Bauer
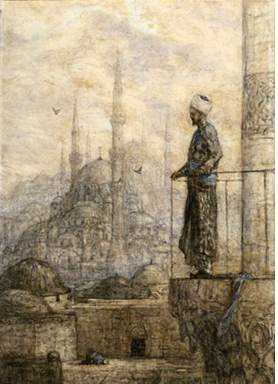
L'Appel à la prière
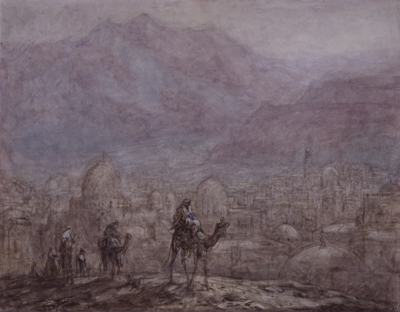
Cavaliers à dos de chameau dans les montagnes
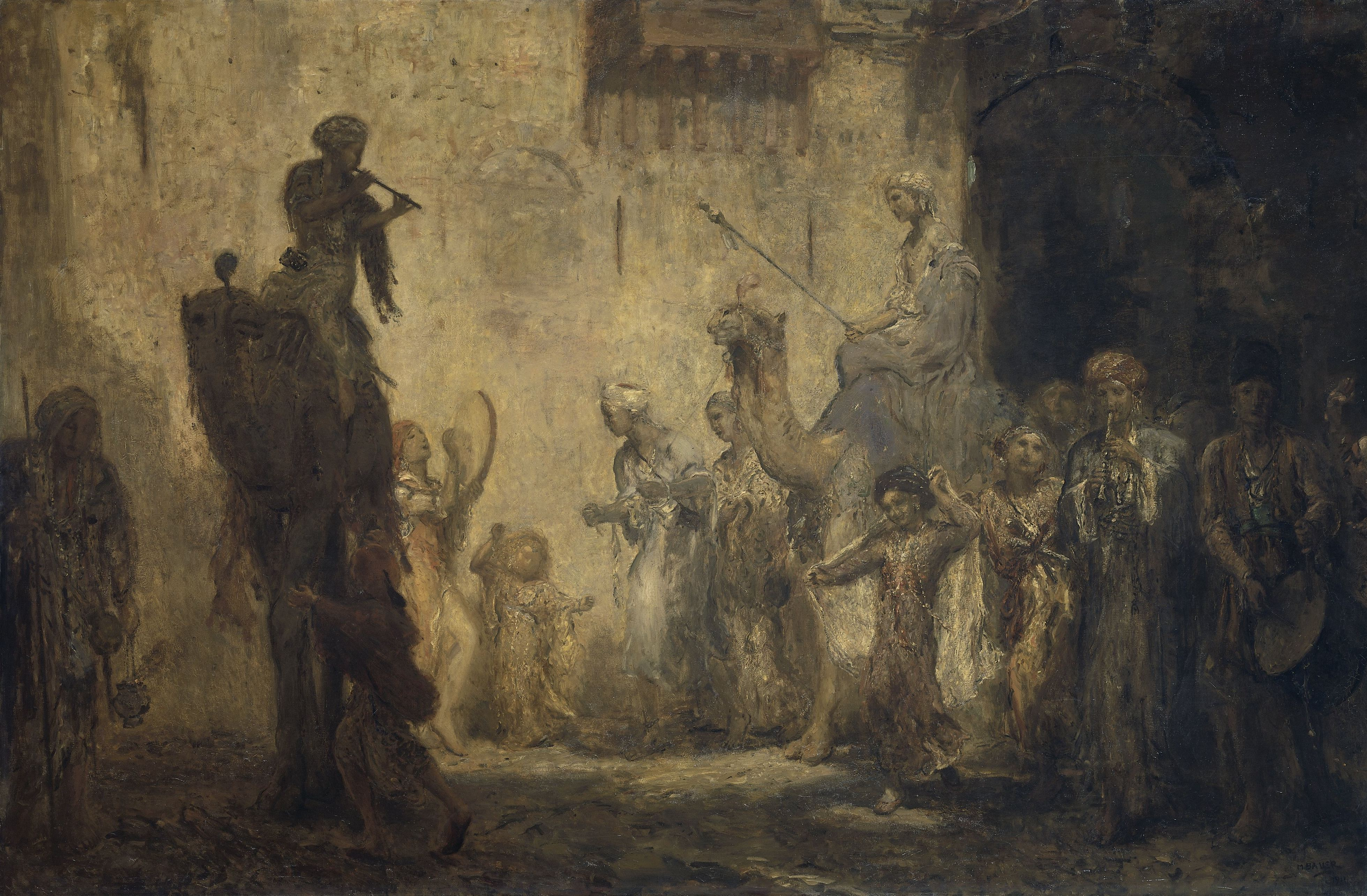
Mariage oriental
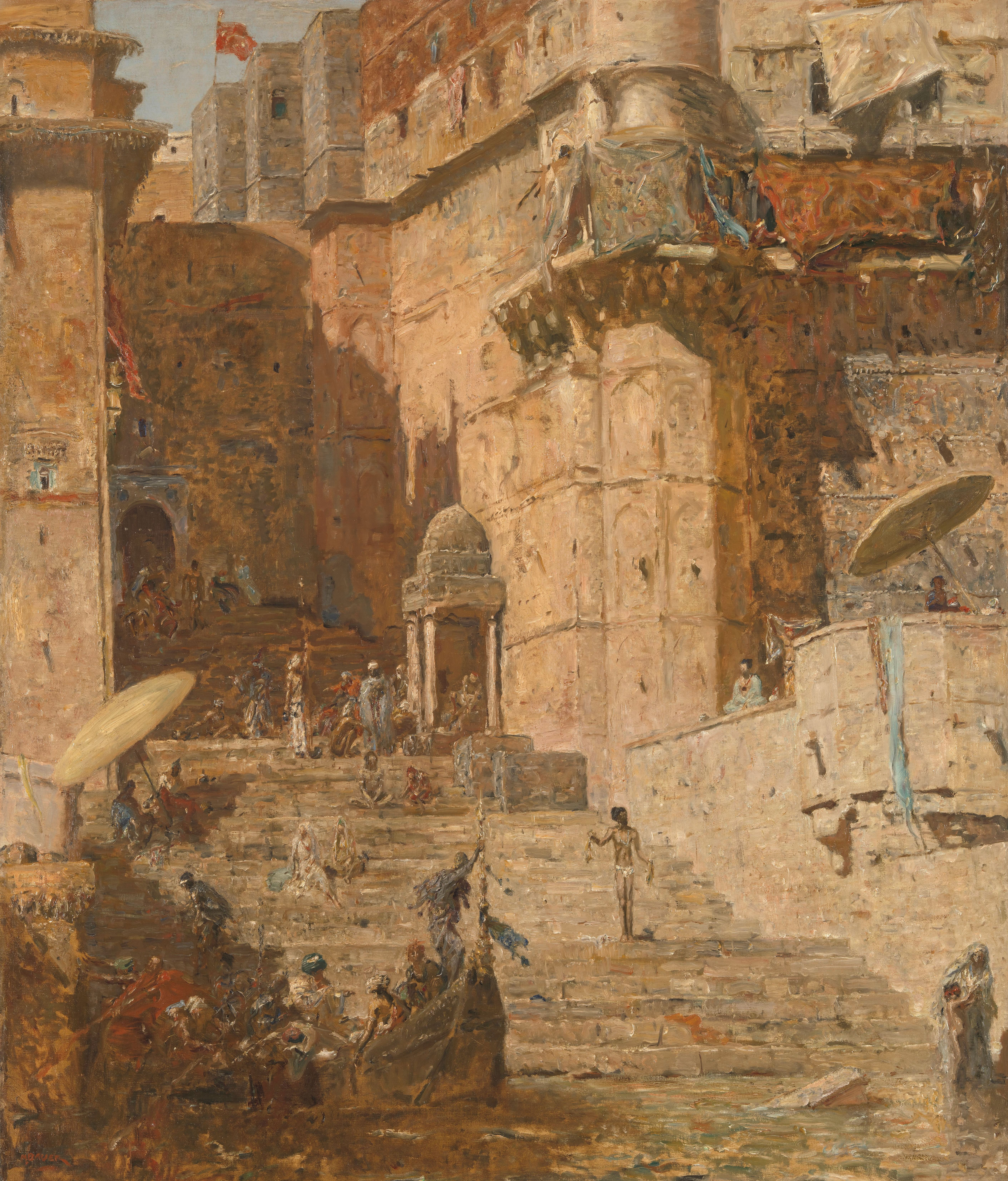
Bénarès
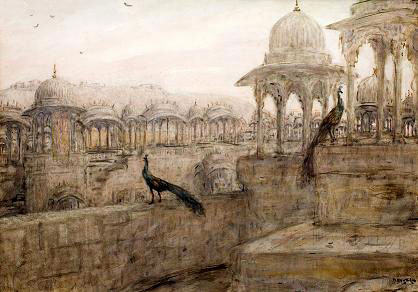
Dôme avec paons